# تاکاشی ناگایاس
تاکاشی ناگایاسو (長安 豊 ناگایاس تاکاشی, متولد 5 سپتامبر 1968) , سیاستمدار از حزب دموکرات ژاپن, یک عضو مجلس نمایندگان در رژیم غذایی ملی ژاپن (مجلس قانون‌گذاری ملی). بومیِ ایزومی‌سانو، اوساکا و فارغ التحصیل از دانشگاه توکیو است. او برای نخستین بار در سال ۲۰۰۳ انتخاب شد.